# Xanthagrion erythroneurum
Xanthagrion erythroneurum är en trollsländeart som först beskrevs av Selys 1876.  Xanthagrion erythroneurum ingår i släktet Xanthagrion och familjen dammflicksländor. Inga underarter finns listade i Catalogue of Life.

## Bildgalleri

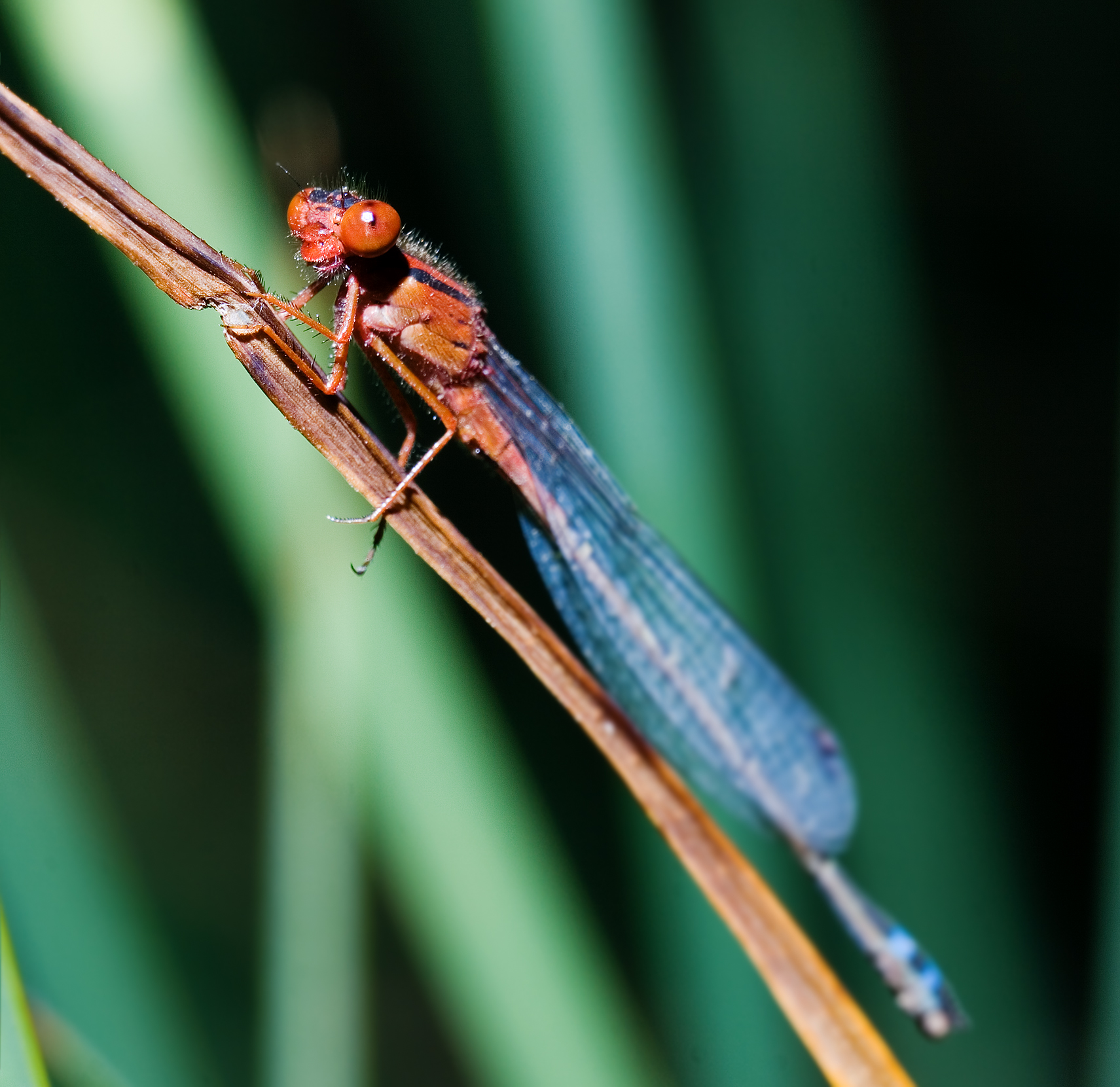